# Maria Hermínia Tavares de Almeida
Maria Hermínia Tavares de Almeida (1946) es una politóloga, socióloga, y profesora universitaria brasileña, actual directora del Instituto de Relaciones Internacionales de la Universidad de São Paulo.

## Vida académica
Obtuvo su licenciatura en Ciencias sociales por la Facultad de Filosofía, Letras y Ciencias Humanas de la Universidad de São Paulo (FFLCH-USP: acrónimo en portugués de la Facultad de Filosofía, Letras y Ciencias Humanas de la Universidad de São Paulo), y es especialista en sociología, doctora en ciencia política por la Universidad de São Paulo (USP), y posee un doctorado por la Universidad de California en Berkeley y es libre docente también en la USP.
Ha impartido clases en otras instituciones, como la Unicamp y en el CEBRAP (Centro Brasileño de Análisis y Planificación). Actualmente, es profesora del Departamento de Ciencia Política de la Facultad de Filosofía, Letras y Ciencias Humanas de la Universidad de São Paulo, y directora del Instituto de Relaciones Internacionales de la Universidad de São Paulo, además de miembro de la GACINT.
Profesora visitante del doctorado en América Latina del Instituto Ortega y Gasset (2000, 2001 y 2002), profesora visitante del Departamento de Ciencia Política de la Universidad de Montreal (2006) e investigadora visitante del Instituto Brasil en el Kings College, Universidad de Londres (2012).

## Políticas públicas
Maria Hermínia tiene un gran compromiso con el tema de las políticas públicas y de la participación popular, incluyendo el debate sobre el tema en los gobiernos estatales y federales. Participó del Comité Ejecutivo de la "Latin American Studies Association", entre 2001 a 2004, y fue presidenta de la Asociación Brasileña de Ciencia Política entre 2004 y 2008. Fue parte del Consejo Consultivo de Brazil Institute.
En 2007, recibió la Orden Nacional de Mérito Científico de Brasil, en la clase de comendador. En 2009, fue elegida vicepresidenta de la Latin American Studies Association (LASA) para el período entre mayo de 2009 a noviembre de 2010, cuando asumió la presidencia de la asociación.

## Algunas publicaciones
- maria h. Tavares de Almeida. 1997. "Unions in times of reform", Kinzo, Maria D'Alva, ed. Reforming the state: business, unions and regions in Brazil, Res. Papers 49, Institute of Latin American Studies, Univ. of London, pp. 24-35.

- ----------------------------------, maurício Moya. 1997. "A reforma negociada: o Congresso e a política de privatização". Rev. Brasileira de Ciências Sociais 12(34), São Paulo, ANPOCS, pp. 119-132.

- ----------------------------------. 1996. "Crise econômica e interesses organizados", São Paulo, Edusp/Fapesp.

### Libros
- maria h. Tavares de Almeida. 1997. Crise Econômica e Interesses Organizados. SAO PAULO: EDUSP, v. 1. 200 pp.

- ----------------------------------, p. Fry, e. Reis (orgs.) 1996. Ciências Sociais Hoje. São Paulo: ANPOCS-HUCITEC. 280 pp.

- ----------------------------------, e. Reis (orgs.) 1996. Política e cultura. São Paulo: Hucitec, v. 1.

- ----------------------------------, p. Fry, e. Reis (orgs.) 1995. Ciências Sociais Hoje. São Paulo: HUCITEC, 350 pp.

- ----------------------------------. 1995. Federalismo y políticas sociales, v. 7 de Serie Políticas sociales. Editor Naciones Unidas, Comisión Económica para América Latina y el Caribe, 38 pp.

- e. Reis, maria h. Tavares de Almeida. 1995. Pluralismo, Espaço Social e Pesquisa. São Paulo: Hucitec, v. 1. 150 pp.

- maria h. Tavares de Almeida. 1993. Tomando partido, fazendo opinião: cientistas sociais, imprensa e política. São Paulo: Editôra Sumaré, 70 pp.

- ----------------------------------, b. Sorj. 1983. Sociedade e Política no Brasil pós-64. São Paulo: Brasiliense, 261 pp.[5]

- ----------------------------------. 1979. Painéis da Crise Brasileira. Río de Janeiro: Civilização Brasileira, v. 3.

- ----------------------------------. 1978. São Paulo, Growth and Poverty. Londres: The Bowerdan Press.

- ----------------------------------, c.p.e. Allii. 1976. São Paulo, crescimento e pobreza. São Paulo: Loyola, v. 1.

### Capítulos de libros
- maria h. Tavares de Almeida. 2012. Brasil Las capas medias en las elecciones presidenciales de 2010. CLASES MEDIAS Y PROCESOS ELECTORALES EN AMÉRICA LATINA. 1.ª ed. Madrid: Catarata, v. 1, pp. 208-225.

- ----------------------------------. 2010. A pós-graduação no Brasil: onde está e para onde poderia ir. PNPG- Plano Nacional de Pós-Graduação 2011-2010 CAPES. Brasilia: CAPES, v. 2, pp. 17-28.

- ludolfo Paramio, l. Deriz, teodoro Petkoff, maria h. Tavares de Almeida. 2008. Convergencia y competición política:de Cardoso a Lula. En: Elena Flores (Org.) Cultura Política y alternancia en América Latina. 1.ª ed. Madrid: Editorial Pablo Iglesias, v. 1, pp. 239-262.

- maria h. Tavares de Almeida. 2008. El Estado en Brasil contemporáneo. Un paseo por la historia. En: Manuel Alcántara Sáez, Carlos Ranulfo Melo (orgs.) La democracia brasileña - Balance y perspectivas para el Siglo XXI. 1.ª ed. Salamanca: Ediciones Univ. de Salamanca, v. 1, pp. 19-34.

- ----------------------------------. 2007. "O Estado Brasil contemporâneo - Um passeio pela história". En: Carlos Ranulfo Melo; Manuel Alcántara Sáez (orgs.) A democracia Brasileira. 1.ª ed. Belo Horizonte: Editora UFMG, v. 1, pp. 17-38.